# Hrvatsko psihijatrijsko društvo
Hrvatsko psihijatrijsko društvo, strukovna udruga psihijatara u Hrvatskoj. 

## Osnovne informacije
Pravna je osoba sa sjedištem u Zagrebu. Sjedište je u Zagrebu, Kišpatićeva 12. Neprofitna je nevladina udruga. U nju se dragovoljno udružuju radi ostvarivanja zajedničkih ciljeva i zadataka psihijatri i drugi profesionalci i neprofesionalci-dragovoljci, koji rade ili žele raditi na polju zaštite i unapređenja duševnog zdravlja u Republici Hrvatskoj. U prioritete Društva pomak od uglavnom bolnički orijentirane psihijatrijske skrbi prema psihijatrijskoj skrbi organiziranoj na komunalnoj razini te skidanje stigme sa psihijatrijskog bolesnika i poboljšavanje njegove reintegracije u društvo. Članstvo u Društvu je redovno, izvanredno i počasno. Djelatnost Društva je na području obrazovanja, znanosti i istraživanja, te zaštite zdravlja.

## Povijest
Osnovano je 1992. godine kao Hrvatsko društvo psihijatara, nedugo zatim preimenovano u Hrvatsko psihijatrijsko društvo. Od lipnja 1993. Društvo je član Svjetskog psihijatrijskog društva (WPA). Pri Društvu je osnovana Sekcija mladih specijalista i specijalizanata psihijatrije Hrvatske na sjednici osnivačke skupštine Sekcije 15. prosinca 2005. godine. Predsjednici Društva bili su: Vasko Muačević (1992. – 1994.), Ljubomir Hotujac (1994. – 2010.), Vlado Jukić (2010. – 2018.), a od 2018.g. predsjednica je Alma Mihaljević-Peleš .
Prvih godina postojanja glasilo Društva bio je Bilten. Prvi je izašao u siječnju 1993. godine, a zadnji u prosincu 1997. godine. Danas je službeno glasilo časopis Socijalna psihijatrija. Društvo počevši od 1994. godine održalo je do 2010. svake 4 godine tematske hrvatske psihijatrijske kongrese, a na godišnjoj razini od 2004. održava Hrvatske psihijatrijske dane. I za kongrese i za Dane se izdaje zbornik.

## Tijela
Tijela su Skupština Društva, predsjednik i tri dopredsjednika, glavni tajnik, Upravni odbor, Savjet Društva, Nadzorni odbor i Etičko povjerenstvo.

## Ciljevi i djelatnosti
Osnovni ciljevi i djelatnosti su:
1. rad na stalnom stručnom i znanstvenom usavršavanju svojeg članstva kroz organiziranje stručnih i znanstvenih sastanaka i kongresa, seminara i predavanja, te tečajeva usavršavanja
2. aktivna suradnja sa srodnim znanstvenim, nastavnim i zdravstvenim organizacijama u svrhu što uspješnijeg rada na stručnom i znanstvenom području
3. predstavljanje psihijatrijske struke u stručnim i znanstvenim tijelima Hrvatskog liječničkog zbora kroz zborska stručna psihijatrijska društva
4. suradnja sa stručnim i znanstvenim društvima u Republici Hrvatskoj i inozemstvu na područjima od zajedničkog interesa
5. kontinuirano praćenje stanja duševnog zdravlja populacije;
6. borba za osiguravanje odgovarajućih uvjeta rada te primjerenu organizaciju psihijatrijske skrbi u Republici Hrvatskoj
7. skrb o poboljšanju uvjeta liječenja i života duševnih bolesnika, podizanje nivoa svijesti društva za bolje prihvaćanje i liječenje duševnih bolesnika i skrbi o njima;
8. organiziranje kongresa psihijatara Hrvatske svake četiri godine;
9. izdavanje Biltena Društva, časopisa i drugih publikacija, u skladu s postojećim propisima
10. njegovanje i razvijanje načela liječničke etike kod svojih članova
11. nadzor nad stručnim radom svojih članova u suradnji s liječničkom komorom.
12. poduzimanje mjera za zaštitu stručnosti rada svojih članova i za zaštitu bolesnika

## Vanjske poveznice
- Službene stranice
- Facebook Sekcija mladih psihijatara i specijalizanata psihijatrije